# Mysmena maculosa
Espèce
Mysmena maculosa est une espèce d'araignées aranéomorphes de la famille des Mysmenidae.

## Distribution
Cette espèce est endémique de la province de Ninh Bình au Viêt Nam,. Elle se rencontre dans le parc national de Cuc Phuong.

## Description
Le mâle holotype mesure 0,64 mm et la femelle paratype 1,16 mm.

## Publication originale
- Lin & Li, 2014 : Mysmenidae (Arachnida, Araneae), a spider family newly recorded from Vietnam. Zootaxa no 3826(1), p. 169-194.